# Croom, Irland
Croom (iriska: Cromadh) är en ort i grevskapet Limerick på Irland. Orten ligger längs med vägen N20, vid floden Maigue. Tätorten (settlement) Croom hade 1 159 invånare vid folkräkningen 2016.